# Бенаокас
Бенаокас (ісп. Benaocaz) — муніципалітет в Іспанії, у складі автономної спільноти Андалусія, у провінції Кадіс. Населення — 754 особи (2010).
Муніципалітет розташований на відстані близько 440 км на південь від Мадрида, 80 км на схід від Кадіса.
На території муніципалітету розташовані такі населені пункти: (дані про населення за 2010 рік)
- Бенаокас: 677 осіб
- Тавісна: 77 осіб

## Демографія
Динаміка населення (INE ):

## Галерея зображень

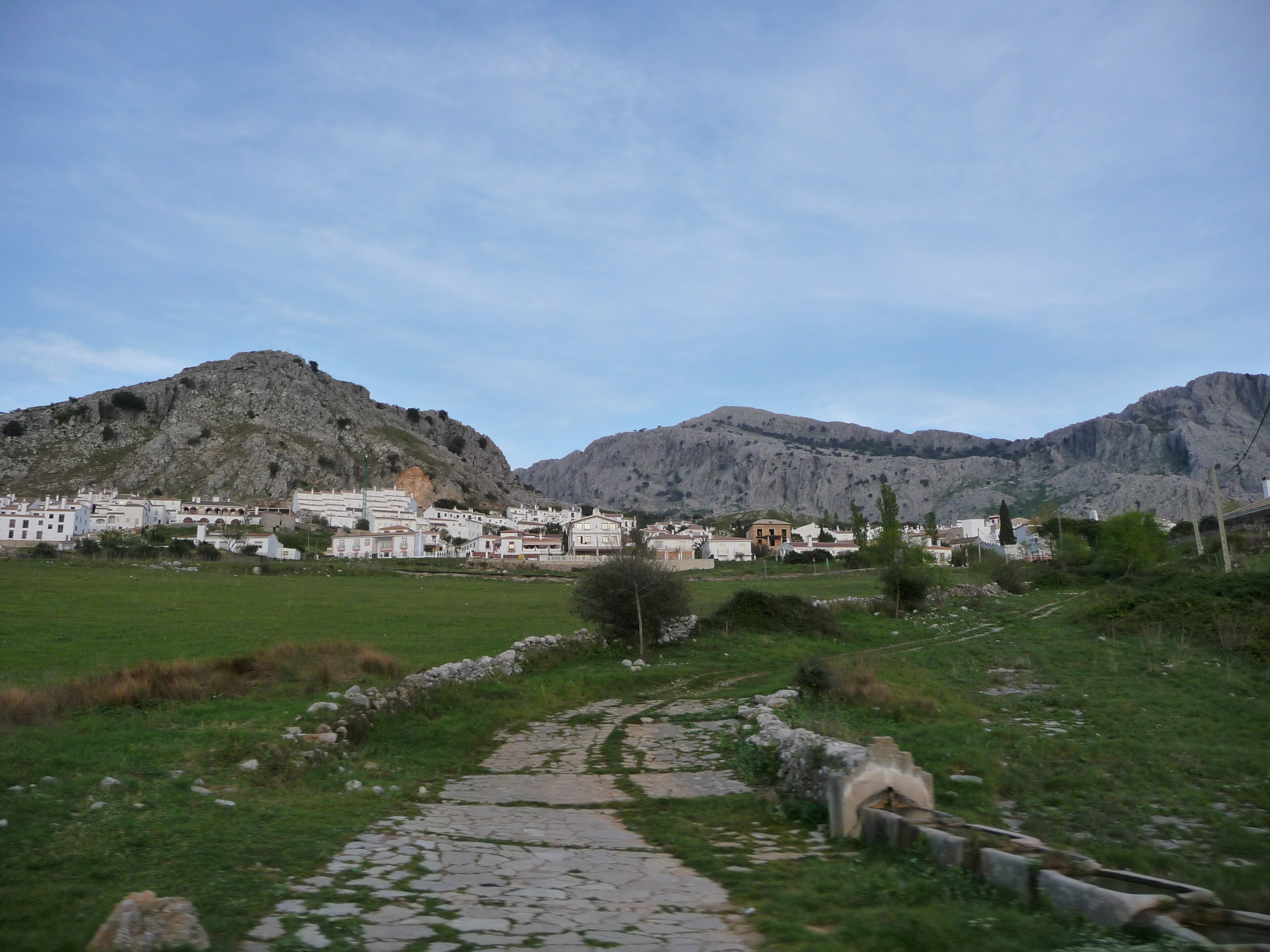
Бенаокас
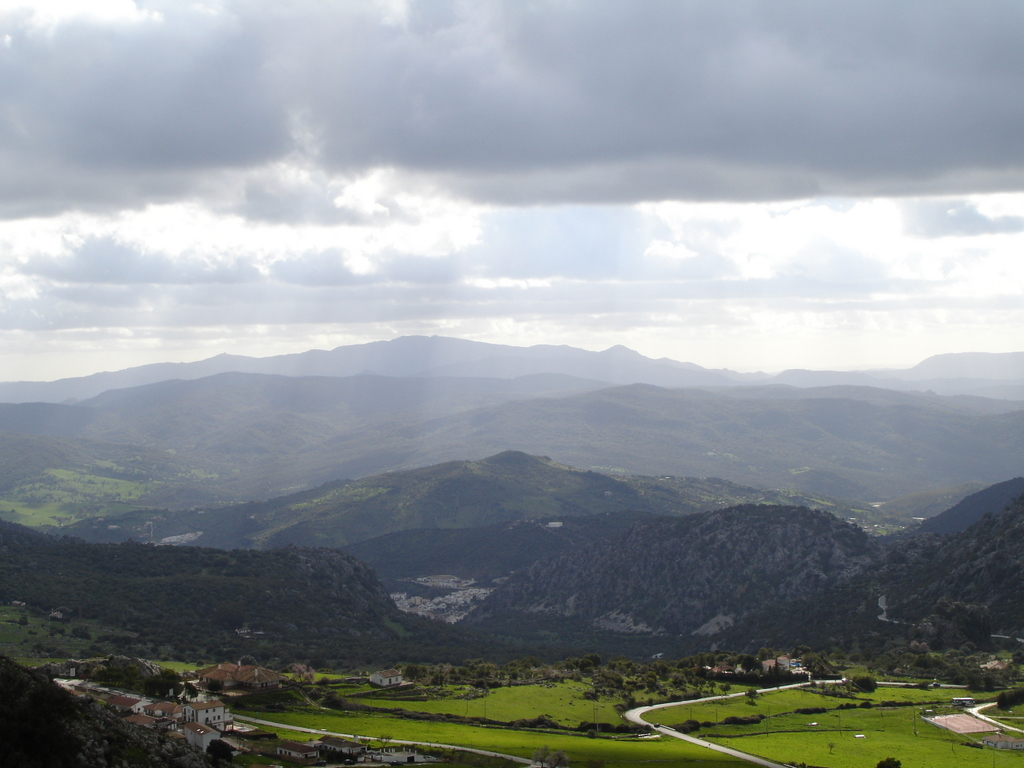
Убріке з Бенаокаса
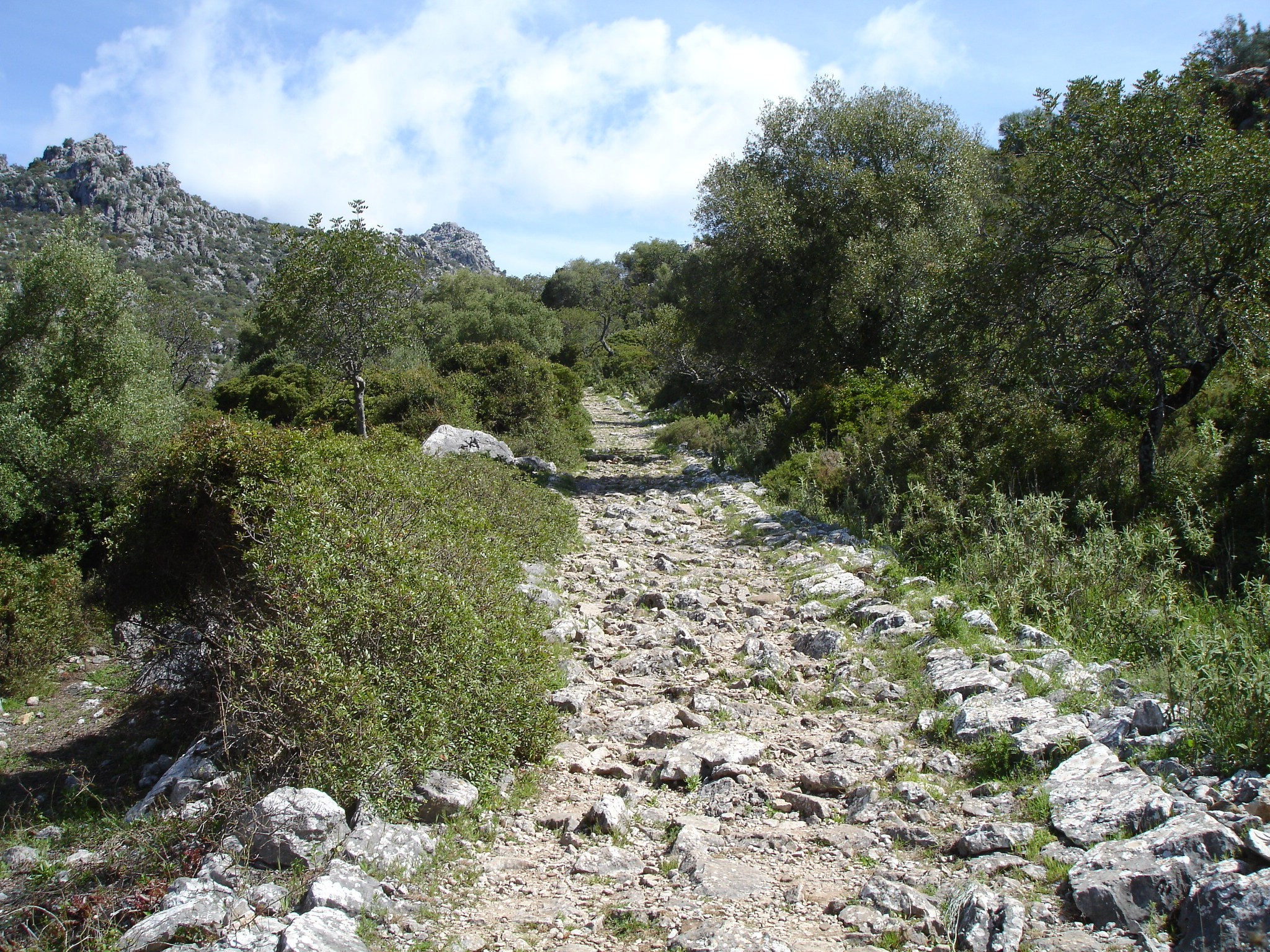
Римська дорога